# Äppelbo
Äppelbo är en tätort i Vansbro kommun och kyrkbyn i Äppelbo socken, belägen omkring 15 kilometer väster om Vansbro. Orten ligger vid E16, riksväg 66. Äppelbo ligger på norra sidan av Västerdalälven och vid dess tillflöde, ån Noret.
Kopparbergs enskilda bank öppnade ett kontor i Äppelbo den 3 april 1906. Äppelbo hade även ett sparbankskontor. Länssparbanken Dalarna lade ner detta år 1977. Senare avvecklades även Götabankens kontor. Den hade adress Villavägen 1 och Äppelbo.

## Befolkningsutveckling
| Befolkningsutvecklingen i Äppelbo 1960–2020                                                                      | Befolkningsutvecklingen i Äppelbo 1960–2020 | Befolkningsutvecklingen i Äppelbo 1960–2020 | Befolkningsutvecklingen i Äppelbo 1960–2020 | Befolkningsutvecklingen i Äppelbo 1960–2020 |
| --- | ------------------------------------------- | ------------------------------------------- | ------------------------------------------- | ------------------------------------------- |
| |                                             |                                             |                                             |                                             |
| År |                                             |                                             | Folkmängd                                   | Areal (ha)                                  |
| 1960 | 1960                                        |                                             | 345                                         |                                             |
| 1965 | 1965                                        |                                             | 357                                         |                                             |
| 1970 | 1970                                        |                                             | 357                                         |                                             |
| 1975 | 1975                                        |                                             | 318                                         |                                             |
| 1980 | 1980                                        |                                             | 272                                         |                                             |
| 1990 | 1990                                        |                                             | 234                                         | 102                                         |
| 1995 | 1995                                        |                                             | 294                                         | 103                                         |
| 2000 | 2000                                        |                                             | 276                                         | 104                                         |
| 2005 | 2005                                        |                                             | 261                                         | 104                                         |
| 2010 | 2010                                        |                                             | 258                                         | 103                                         |
| 2015 | 2015                                        |                                             | 490                                         | 351                                         |
| 2020 | 2020                                        |                                             | 487                                         | 300                                         |
| Anm.: Namnändring 1965 från Ovanheden till Äppelbo. 2015 sammanlades småorten Rågsveden och Näset i denna tätort |                                             |                                             |                                             |                                             |

## Kända personer från Äppelbo
- Sofia Rågenklint
- Kenneth Eriksson